# Poddębice
Poddębice è un comune urbano-rurale polacco del distretto di Poddębice, nel voivodato di Łódź.
Ricopre una superficie di 224,66 km² e nel 2004 contava 15 994 abitanti.